# Tanytarsus mancospinosus
Tanytarsus mancospinosus är en tvåvingeart som beskrevs av Ekrem, Reiss och Langton 1999. Tanytarsus mancospinosus ingår i släktet Tanytarsus och familjen fjädermyggor.
Artens utbredningsområde är Tyskland. Enligt den finländska rödlistan är arten nära hotad i Finland. Arten har ej påträffats i Sverige. Artens livsmiljö är sjöar. Inga underarter finns listade i Catalogue of Life.